# August Arppe
August Fredrik Arppe, född den 15 juni 1854 i Villmanstrand, död den 24 februari 1925 i Helsingfors, var en finländsk teaterledare. Han var sonson till en kusin till Nils och Adolf Edvard Arppe.
Arppe studerade teater i Tyskland och debuterade där som skådespelare 1876. Han var 1879-1887 anställd vid Svenska Teatern i Helsingfors och ledde en egen operatrupp 1888–90. 1890 bildade Arppe ett teatersällskap, vid vilket inhemska svenska skådespelare vid sidan av artisterna från Sverige erhöll större uppgifter än dittills varit brukligt. 1894 blev Arppe ledare för Svenska Teatern i Helsingfors och understödde de allt starkare strävandena för en av Sverige oberoende svensk teaterkonst i Finland. Han var åren 1899-1903 och 1912-1914 ledare för Svenska inhemska teatern i Åbo. Då Svenska Teatern nationaliserades 1916 blev Arppe teaterchef och vd. Han stannade på posten till 1919, då han ersattes av Nicken Rönngren. Han fortsatte dock som ekonomisk ledare till sin död.
Arppe bereste i olika repriser Skandinavien med eget sällskap. Bland hans främsta rolltolkningar märks Ibsen-roller som Morten Kiil i En folkfiende, Snickar Engstrand i Gengångare och Hjalmar Ekdahl i Vildanden, samt Tartuffe i Molières pjäs.

## Teater

### Regi
| År   | Produktion                           | Teater                       |
| 1897 | Axel och Walborg Adam Oehlenschläger | Svenska Teatern, Helsingfors |